# Phorocera amurensis
Phorocera amurensis là một loài ruồi trong họ Tachinidae.